# Levant

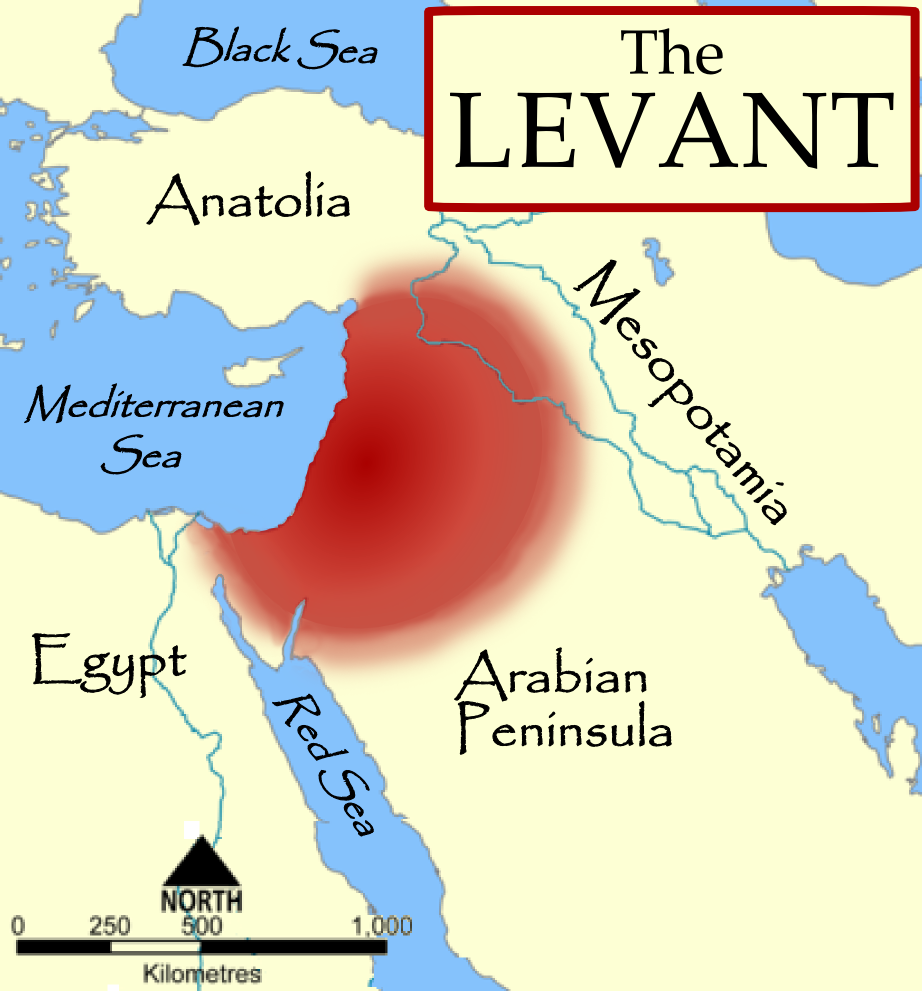
Levant

Levant là thuật từ mô tả một khu vực rộng lớn ở phía Đông Địa Trung Hải, nhưng từ này có thể được dùng như một thuật ngữ địa lý để biểu thị một khu vực rộng lớn ở Tây Á hình thành bởi các vùng đất giáp với bờ biển phía đông Địa Trung Hải, giáp ranh giới về phía bắc là dãy núi Taurus, về phía nam là sa mạc Ả Rập, và về phía tây là Địa Trung Hải, trong khi về phía đông đó mở rộng về phía dãy núi Zagros. Levant bao gồm Liban, Syria, Jordan, Israel và các vùng lãnh thổ của Palestine. Đôi khi cũng bao gồm cả Cộng hòa Síp, Sinai và Iraq. Viện Khảo cổ học UCL mô tả Levant là "ngã tư giữa Tây Á, Đông Địa Trung Hải và Đông Bắc Phi".
Thuật từ Levant có gốc từ tiếng Ý Levante có nghĩa là "đi lên", có ý chỉ hướng mà mặt trời mọc lên, tương tự như thuật từ Al-Mashriq (الْمَشْرق) trong tiếng Ả Rập. Ngày nay Levant thường được dùng để tham chiếu tới các bối cảnh cổ đại. Levant theo nghĩa hẹp còn tương đương với từ Ash-Shaam trong tiếng Ả Rập.

## Liên kết
| Tìm hiểu thêm về Levant tại các dự án liên quan |                                      |
| Tìm kiếm Wiktionary                             | Từ điển từ Wiktionary                |
| Tìm kiếm Commons                                | Tập tin phương tiện từ Commons       |
| Tìm kiếm Wikivoyage                             | Cẩm nang du lịch guide từ Wikivoyage |

- France and the Levant